# Droga wojewódzka 387
Die Droga wojewódzka 387 (DW 387) ist eine Straße im Powiat Kłodzki in der Woiwodschaft Niederschlesien in Polen. Sie ist 32 Kilometer lang und verbindet auf direktem Weg den Westen des Glatzer Landes mit dessen nordwestlichem Gebiet. Ein Teil der DW 387 wird auch als Heuscheuerstraße bzw. polnisch als Szosa stu zakrętów bezeichnet.

## Geschichte
Die Heuscheuerstraße wurde in den Jahren 1867–1870 zwischen Bad Kudowa und Wünschelburg erbaut und 1871 auf der gesamten Strecke in Betrieb genommen. Mit dem Bau der Straße sollte das landschaftlich reizvolle Gebiet des Heuscheuergebirges touristisch erschlossen und dadurch die aufstrebenden Kurorte Kudowa, Reinerz und Altheide sowie andere anliegende Ortschaften wirtschaftlich gefördert werden.

## Straßenverlauf
Der Straßenverlauf der DW 387 besteht aus der 1871 in Betrieb genommenen Heuscheuerstraße und den damals bereits existierenden Straßen von Sackisch (Zakrze) nach Kudowa sowie von Wünschelburg (Radków) nach Obersteine (Ścinawka Górna).
Die Straße beginnt an der Europastraße 67 in Zakrze, einem Ortsteil von Kudowa-Zdrój, von der sie Richtung Norden abzweigt. Von Kudowa-Zdrój führt sie nordöstlich über zahlreiche Serpentinen aufwärts. Auf der Höhe von Łężno (Friedrichsberg) zweigt rechts eine Straße Richtung Łężyce (Friedersdorf) ab, über die im weiteren Verlauf Duszniki-Zdrój erreicht werden kann.
Etwa zwei Kilometer nach Łężno erreicht die Heuscheuerstraße Karłów (Karlsberg), von dem ein Aufstieg zur Kleinen und Großen Heuscheuer sowie Wanderungen in andere Teile des Heuscheuergebirges möglich sind. Ab Karłów verläuft die Straße wiederum in mehreren Serpentinen steil abwärts, wobei sie bis Radków rund 350 Höhenmeter verliert. Hier endet die eigentliche Heuscheuerstraße. Die DW 387 verläuft von Radków östlich in Tal der Posna über Ratno Górne (Oberrathen) nach Ratno Dolne (Niederrathen), wo in südlicher Richtung die DW 388 nach Polanica-Zdrój (Bad Altheide) abzweigt. 
Die DW 387 verläuft ab Ratno Dolne weiter in Richtung Nordost nach Ścinawka Średnia (Mittelsteine). Hier wendet sie sich Richtung Nordwest und endet im Ortsteil Sarny (Scharfeneck) von Ścinawka Górna (Obersteine). In Sarny endet sie an der DW 385, die Richtung Westen über den Grenzübergang Tłumaczów nach Tschechien und in nördlicher Richtung nach Nowa Ruda führt. Ab hier verläuft sie weiter in östlicher Richtung über Ząbkowice Śląskie nach Ziębice.

## Anliegende Ortschaften
Die DW 387 führt durch folgende Ortschaften:
- Zakrze (Sackisch) (Beginn an der E 67)
- Kudowa-Zdrój (Bad Kudowa)
- Karłów (Karlsberg)
- Radków (Wünschelburg)
- Ratno Górne (Oberrathen)
- Ratno Dolne (Niederrathen)
- Ścinawka Średnia (Mittelsteine)
- Ścinawka Górna (Obersteine) und endet in
- Sarny (Scharfeneck).